# 競馬場線
競馬場線（日语：／ Keibajō sen */?）是一條連結東府中站和府中競馬正門前站，屬於京王電鐵的鐵路線。全線在東京都府中市內行走。車站編號使用的路線記號為KO。
通常運行的複線鐵路中，路線距離只有0.9公里是非常的短。一如路線名稱，以往東京競馬場為目的而敷設的路線，除東府中站附近外路線都位於府中市八幡町內，中途橫切武藏國府八幡宮的參道。

## 路線資料
- 路線距離：0.9公里
- 軌距：1,372毫米
- 複線路段：全線
- 電氣化路段：全線（直流電1500V）
- 保安裝置：京王ATC、速度制御式
- 最高速度：70公里/小時

## 歷史
- 1955年（昭和30年）4月29日 - 東府中 - 府中競馬正門前間 (0.9km) 開業。
- 1963年（昭和38年）8月4日 - 架線電壓1500V昇壓。
- 1999年（平成11年）7月28日 - 平日的線内折返列車單人運轉（ワンマン運転）開始。
- 2011年（平成23年）10月2日 - ATC使用開始。

## 運行形態
非賽馬日採用線內區間運行，只來往東府中及府中競馬正門前兩站，每20分鐘1班，早上繁忙時間增至11-13分鐘1班。賽馬日則設有來往新宿站的急行列車。列車採用單人駕駛模式，但由於兩站均為有人站，所以並沒有採用車內收取車費的方式。

### 车辆
- 7000系 2节
- 8000系
- 9000系 均为8节

東京競馬開催日增發6班/時，下行的準特急在東府中站臨時停車接續本線。上行方面從15時51分到17時11分之間，東府中站停靠的各驛停車以10分間隔、往新宿站的急行列車以20分間隔運轉（上行列車最大9班/時）。東府中站停靠的列車在東府中站接續京王八王子或高尾山口方面的急行、快速及普通列車（特急及準特急則在府中接續）。

## 車站列表
- 兩站均位於東京都府中市。
- 2013年2月22日起依次引入車站編號[1]。

| 車站編號 | 中文站名       | 日文站名 | 英文站名 | 累計距離    | 累計距離 | 接續路線                                          |
| 車站編號 | 中文站名       | 日文站名 | 英文站名 | 東府中 起計 | 新宿起計 | 接續路線                                          |
| -------- | -------------- | -------- | -------- | ----------- | -------- | ------------------------------------------------- |
| KO23     | 東府中         |          |          | 0.0         | 20.4     | 京王電鐵： 京王線 ※臨時急行只限直通運行至新宿方向 |
| KO46     | 府中競馬正門前 |          |          | 0.9         | 21.3     |                                                   |

## 其他
終点府中競馬正門前站因为平日的利用客比其他車站相对较少、又因为賽馬時为防止混雜有较宽的站台，一些电视广告和PV等会选择在这里拍摄。
同样，电影和电视剧也会在这条路线的電車内进行场景撮影。

## 關連項目
- 下河原線
- 是政車站